# Lista siturilor arheologice din județul Buzău - F
Lista siturilor arheologice din județul Buzău - F conține toate siturile arheologice din județul Buzău înscrise în Repertoriul Arheologic Național (RAN) și aflate în localități al căror nume începe cu litera F. RAN este administrat de Ministerul Culturii și Patrimoniului Național și cuprinde date științifice, cartografice, topografice, imagini și planuri, precum și orice alte informații privitoare la zonele cu potențial arheologic, studiate sau nu, încă existente sau dispărute.
Puteți căuta un sit din localitățile care încep cu litera F folosind formularul de mai jos sau puteți naviga prin toate siturile din județ la Lista siturilor arheologice din județul Buzău.
| Cod RAN                                  | Denumire | Localitate                         | Adresă                                | Datare                                     | Descoperit | Coordonate                                    | Imagine           | Erori            |
| ---------------------------------------- | --- | ---------------------------------- | ------------------------------------- | ------------------------------------------ | ---------- | --------------------------------------------- | ----------------- | ---------------- |
| 47603.03.01                              | Necropola Sântana de Mureș de la Florica / ansamblu anonim (Categorie: descoperire funerară) (Tip: Necropolă)                           | sat Florica, comuna Florica        |                                       | Sântana de Mureș - Cerneahov sec. IV - V   |            |                                               | Încărcați imagine | Raportați eroare |
| 47603.02.01                              | Necropola de la Florica - "Movila Manciului" / ansamblu anonim (Categorie: descoperire funerară) (Tip: Necropolă)                       | sat Florica, comuna Florica        | Movila Manciului                      |                                            |            |                                               | Încărcați imagine | Raportați eroare |
| 47603.02.02                              | Necropola de la Florica - "Movila Manciului" / ansamblu anonim (Categorie: descoperire funerară) (Tip: Necropolă)                       | sat Florica, comuna Florica        | Movila Manciului                      |                                            |            |                                               | Încărcați imagine | Raportați eroare |
| 47603.01.01                              | Situl arheologic din epoca migrațiilor de la Florica - "Fostul CAP" / ansamblu anonim (Categorie: locuire) (Tip: Așezare)               | sat Florica, comuna Florica        |                                       | Sântana de Mureș - Cerneahov sec. III - IV |            |                                               | Încărcați imagine | Raportați eroare |
| 47603.01.02                              | Situl arheologic din epoca migrațiilor de la Florica - "Fostul CAP" / ansamblu anonim (Categorie: locuire) (Tip: Necropolă)             | sat Florica, comuna Florica        |                                       | Sântana de Mureș - Cerneahov sec. III - IV |            |                                               | Încărcați imagine | Raportați eroare |
| 47881.01.01 (Cod LMI: BZ-I-m-B-02227.02) | Situl arheologic de la Fântânele - "Dealul Colarea" / ansamblu anonim (Categorie: locuire) (Tip: Așezare)                               | sat Fântânele, comuna Năeni        |                                       | Năeni - Schnechenberg                      |            |                                               | Încărcați imagine | Raportați eroare |
| 47881.01.02 (Cod LMI: BZ-I-m-B-02227.03) | Situl arheologic de la Fântânele - "Dealul Colarea" / ansamblu anonim (Categorie: locuire) (Tip: Necropolă)                             | sat Fântânele, comuna Năeni        |                                       | Năeni - Schnechenberg                      |            |                                               | Încărcați imagine | Raportați eroare |
| 47881.01.03 (Cod LMI: BZ-I-m-B-02227.01) | Situl arheologic de la Fântânele - "Dealul Colarea" / ansamblu anonim (Categorie: locuire) (Tip: Așezare)                               | sat Fântânele, comuna Năeni        |                                       |                                            |            |                                               | Încărcați imagine | Raportați eroare |
| 47881.01.04 (Cod LMI: BZ-I-s-B-02227)    | Situl arheologic de la Fântânele - "Dealul Colarea" / ansamblu anonim (Categorie: locuire) (Tip: Necropolă)                             | sat Fântânele, comuna Năeni        |                                       |                                            |            |                                               | Încărcați imagine | Raportați eroare |
| 47872.08.01                              | Situl arheologic de la Fințești - "dealul Vătvoiu - Solescu" / ansamblu anonim (Categorie: locuire) (Tip: Așezare)                      | sat Fințești, comuna Năeni         |                                       |                                            |            |                                               | Încărcați imagine | Raportați eroare |
| 47872.08.02                              | Situl arheologic de la Fințești - "dealul Vătvoiu - Solescu" / ansamblu anonim (Categorie: locuire) (Tip: Necropolă)                    | sat Fințești, comuna Năeni         |                                       |                                            |            |                                               | Încărcați imagine | Raportați eroare |
| 47872.08.03                              | Situl arheologic de la Fințești - "dealul Vătvoiu - Solescu" / ansamblu anonim (Categorie: locuire) (Tip: Așezare)                      | sat Fințești, comuna Năeni         |                                       |                                            |            |                                               | Încărcați imagine | Raportați eroare |
| 47872.08.04                              | Situl arheologic de la Fințești - "dealul Vătvoiu - Solescu" / ansamblu anonim (Categorie: locuire) (Tip: Necropolă)                    | sat Fințești, comuna Năeni         |                                       |                                            |            |                                               | Încărcați imagine | Raportați eroare |
| 47872.07.01                              | Situl arheologic de la Fințești / ansamblu anonim (Categorie: locuire civilă) (Tip: Așezare)                                            | sat Fințești, comuna Năeni         |                                       |                                            |            |                                               | Încărcați imagine | Raportați eroare |
| 47872.07.02                              | Situl arheologic de la Fințești / ansamblu anonim (Categorie: locuire civilă) (Tip: Așezare)                                            | sat Fințești, comuna Năeni         |                                       |                                            |            |                                               | Încărcați imagine | Raportați eroare |
| 47872.07.03                              | Situl arheologic de la Fințești / ansamblu anonim (Categorie: locuire civilă) (Tip: Așezare)                                            | sat Fințești, comuna Năeni         |                                       | sec. IV                                    |            |                                               | Încărcați imagine | Raportați eroare |
| 47872.06.01                              | Situl arheologic de la Fințești - "în centrul satului" / ansamblu anonim (Categorie: locuire) (Tip: Așezare)                            | sat Fințești, comuna Năeni         |                                       |                                            |            |                                               | Încărcați imagine | Raportați eroare |
| 47872.06.02                              | Situl arheologic de la Fințești - "în centrul satului" / ansamblu anonim (Categorie: locuire) (Tip: Necropolă)                          | sat Fințești, comuna Năeni         |                                       |                                            |            |                                               | Încărcați imagine | Raportați eroare |
| 47872.06.03                              | Situl arheologic de la Fințești - "în centrul satului" / ansamblu anonim (Categorie: locuire) (Tip: Așezare)                            | sat Fințești, comuna Năeni         |                                       | geto-dacică sec. II - I a. Chr.            |            |                                               | Încărcați imagine | Raportați eroare |
| 47872.06.04                              | Situl arheologic de la Fințești - "în centrul satului" / ansamblu anonim (Categorie: locuire) (Tip: Necropolă)                          | sat Fințești, comuna Năeni         |                                       | geto-dacică sec. II - I a. Chr.            |            |                                               | Încărcați imagine | Raportați eroare |
| 47872.06.05                              | Situl arheologic de la Fințești - "în centrul satului" / ansamblu anonim (Categorie: locuire) (Tip: Așezare)                            | sat Fințești, comuna Năeni         |                                       | sec. IV                                    |            |                                               | Încărcați imagine | Raportați eroare |
| 47872.06.06                              | Situl arheologic de la Fințești - "în centrul satului" / ansamblu anonim (Categorie: locuire) (Tip: Necropolă)                          | sat Fințești, comuna Năeni         |                                       | sec. IV                                    |            |                                               | Încărcați imagine | Raportați eroare |
| 47872.05.01                              | Așezarea Gumelnița de la Fințești - "Dealul Nichideanu" / ansamblu anonim (Categorie: locuire civilă) (Tip: Așezare)                    | sat Fințești, comuna Năeni         |                                       | Gumelnița                                  |            |                                               | Încărcați imagine | Raportați eroare |
| 47872.04.01                              | Așezarea din epoca migrațiilor de la Fințești - "Grădina lui N. Manolache" / ansamblu anonim (Categorie: locuire civilă) (Tip: Așezare) | sat Fințești, comuna Năeni         |                                       | sec. III - V                               |            |                                               | Încărcați imagine | Raportați eroare |
| 47872.03.01                              | Așezarea din epoca migrațiilor de la Fințești - "cătun Tufe" / ansamblu anonim (Categorie: locuire civilă) (Tip: Așezare)               | sat Fințești, comuna Năeni         |                                       | sec. IV                                    |            |                                               | Încărcați imagine | Raportați eroare |
| 47872.02.01                              | Situl arheologic de la Fințești - "cătun Tufe" / ansamblu anonim (Categorie: descoperire funerară) (Tip: Necropolă)                     | sat Fințești, comuna Năeni         |                                       |                                            |            |                                               | Încărcați imagine | Raportați eroare |
| 47872.02.02                              | Situl arheologic de la Fințești - "cătun Tufe" / ansamblu anonim (Categorie: descoperire funerară) (Tip: Necropolă)                     | sat Fințești, comuna Năeni         |                                       |                                            |            |                                               | Încărcați imagine | Raportați eroare |
| 47872.01.01                              | Situl arheologic de la Fințești - "La Iorgu Iliescu" / ansamblu anonim (Categorie: locuire civilă) (Tip: Așezare)                       | sat Fințești, comuna Năeni         | La Iorgu Iliescu                      |                                            |            |                                               | Încărcați imagine | Raportați eroare |
| 47872.01.02                              | Situl arheologic de la Fințești - "La Iorgu Iliescu" / ansamblu anonim (Categorie: locuire civilă) (Tip: Așezare)                       | sat Fințești, comuna Năeni         | La Iorgu Iliescu                      |                                            |            |                                               | Încărcați imagine | Raportați eroare |
| 47872.01.03                              | Situl arheologic de la Fințești - "La Iorgu Iliescu" / ansamblu anonim (Categorie: locuire civilă) (Tip: Așezare)                       | sat Fințești, comuna Năeni         | La Iorgu Iliescu                      |                                            |            |                                               | Încărcați imagine | Raportați eroare |
| 47872.01.04                              | Situl arheologic de la Fințești - "La Iorgu Iliescu" / ansamblu anonim (Categorie: locuire civilă) (Tip: Așezare)                       | sat Fințești, comuna Năeni         | La Iorgu Iliescu                      | sec. III - V                               |            |                                               | Încărcați imagine | Raportați eroare |
| 48995.09.01                              | Necropola medievală de la Fotin / ansamblu anonim (Categorie: descoperire funerară) (Tip: Necropolă)                                    | sat Fotin, comuna Râmnicelu        |                                       |                                            |            |                                               | Încărcați imagine | Raportați eroare |
| 48995.08.01                              | Situl arheologic de la Fotin - "Malul Mare" / ansamblu anonim (Categorie: locuire civilă) (Tip: Așezare)                                | sat Fotin, comuna Râmnicelu        | Malul Mare                            |                                            |            |                                               | Încărcați imagine | Raportați eroare |
| 48995.08.02                              | Situl arheologic de la Fotin - "Malul Mare" / ansamblu anonim (Categorie: locuire civilă) (Tip: Așezare)                                | sat Fotin, comuna Râmnicelu        | Malul Mare                            | mil. I a. Chr.                             |            |                                               | Încărcați imagine | Raportați eroare |
| 48995.07.01                              | Necropola eneolitică de la Fotin - "Movila Fotinu" / ansamblu anonim (Categorie: descoperire funerară) (Tip: Necropolă)                 | sat Fotin, comuna Râmnicelu        | Movila Fotinu                         |                                            |            |                                               | Încărcați imagine | Raportați eroare |
| 48995.06.01                              | Necropola eneolitică de la Fotin - "Movila Mică Fotinu" / ansamblu anonim (Categorie: descoperire funerară) (Tip: Necropolă)            | sat Fotin, comuna Râmnicelu        | Movila Mică Fotinu                    |                                            |            |                                               | Încărcați imagine | Raportați eroare |
| 48995.05.01                              | Necropola de la Fotin - "Movila Spînzuratului" / ansamblu anonim (Categorie: descoperire funerară) (Tip: Necropolă)                     | sat Fotin, comuna Râmnicelu        | Movila Spînzuratului                  |                                            |            |                                               | Încărcați imagine | Raportați eroare |
| 48995.05.02                              | Necropola de la Fotin - "Movila Spînzuratului" / ansamblu anonim (Categorie: descoperire funerară) (Tip: Necropolă)                     | sat Fotin, comuna Râmnicelu        | Movila Spînzuratului                  |                                            |            |                                               | Încărcați imagine | Raportați eroare |
| 48995.04.01                              | Necropola de la Fotin - "Movila lui Spătaru" / ansamblu anonim (Categorie: descoperire funerară) (Tip: Necropolă)                       | sat Fotin, comuna Râmnicelu        | Movila lui Spătaru                    |                                            |            |                                               | Încărcați imagine | Raportați eroare |
| 48995.04.02                              | Necropola de la Fotin - "Movila lui Spătaru" / ansamblu anonim (Categorie: descoperire funerară) (Tip: Necropolă)                       | sat Fotin, comuna Râmnicelu        | Movila lui Spătaru                    |                                            |            |                                               | Încărcați imagine | Raportați eroare |
| 48995.03.01                              | Așezarea Latene de la Fotin - "La 2 movile" / ansamblu anonim (Categorie: locuire civilă) (Tip: Așezare)                                | sat Fotin, comuna Râmnicelu        | La 2 movile                           | sec. III-IV                                |            |                                               | Încărcați imagine | Raportați eroare |
| 48995.02.01                              | Necropola de la Fotin - "Movila Lungă" / ansamblu anonim (Categorie: descoperire funerară) (Tip: Necropolă)                             | sat Fotin, comuna Râmnicelu        | Movila Lungă                          |                                            |            |                                               | Încărcați imagine | Raportați eroare |
| 48995.02.02                              | Necropola de la Fotin - "Movila Lungă" / ansamblu anonim (Categorie: descoperire funerară) (Tip: Necropolă)                             | sat Fotin, comuna Râmnicelu        | Movila Lungă                          |                                            |            |                                               | Încărcați imagine | Raportați eroare |
| 48995.01.01                              | Situl arheologic de la Fotinu - "Movila de la Baltă" / ansamblu anonim (Categorie: locuire) (Tip: Necropolă)                            | sat Fotin, comuna Râmnicelu        | Movila de la Baltă                    |                                            |            |                                               | Încărcați imagine | Raportați eroare |
| 48995.01.02                              | Situl arheologic de la Fotinu - "Movila de la Baltă" / ansamblu anonim (Categorie: locuire) (Tip: Așezare)                              | sat Fotin, comuna Râmnicelu        | Movila de la Baltă                    |                                            |            |                                               | Încărcați imagine | Raportați eroare |
| 48995.01.03                              | Situl arheologic de la Fotinu - "Movila de la Baltă" / ansamblu anonim (Categorie: locuire) (Tip: Necropolă)                            | sat Fotin, comuna Râmnicelu        | Movila de la Baltă                    |                                            |            |                                               | Încărcați imagine | Raportați eroare |
| 48995.01.04                              | Situl arheologic de la Fotinu - "Movila de la Baltă" / ansamblu anonim (Categorie: locuire) (Tip: Așezare)                              | sat Fotin, comuna Râmnicelu        | Movila de la Baltă                    |                                            |            |                                               | Încărcați imagine | Raportați eroare |
| 50424.03.02                              | Așezarea medievală de la Fundeni / ansamblu anonim (Categorie: locuire civilă) (Tip: Așezare)                                           | sat Fundeni, comuna Zărnești       |                                       |                                            |            |                                               | Încărcați imagine | Raportați eroare |
| 50424.02.01                              | Așezarea neolitică de la Fundeni - "Movila aplatisatată de la Grajduri" / ansamblu anonim (Categorie: locuire civilă) (Tip: Așezare)    | sat Fundeni, comuna Zărnești       | Movila aplatisatată de la Grajduri    |                                            |            |                                               | Încărcați imagine | Raportați eroare |
| 47872.09.01 (Cod LMI: BZ-I-m-A-02229.01) | Situl arheologic de la Fințești - "Zănoaga" / ansamblu anonim (Categorie: locuire civilă) (Tip: Așezare)                                | sat Fințești, comuna Năeni         | Zănoaga                               | sec. IV - V                                |            | 45°06′57″N 26°28′06″E / 45.11583°N 26.46833°E | Încărcați imagine | Raportați eroare |
| 47872.09.02 (Cod LMI: BZ-I-m-A-02229.02) | Situl arheologic de la Fințești - "Zănoaga" / ansamblu anonim (Categorie: locuire civilă) (Tip: Așezare fortificată)                    | sat Fințești, comuna Năeni         | Zănoaga                               | Monteoru                                   |            | 45°06′57″N 26°28′06″E / 45.11583°N 26.46833°E | Încărcați imagine | Raportați eroare |
| 47872.09.03 (Cod LMI: BZ-I-m-A-02229.03) | Situl arheologic de la Fințești - "Zănoaga" / ansamblu anonim (Categorie: locuire civilă) (Tip: Așezare)                                | sat Fințești, comuna Năeni         | Zănoaga                               | Monteoru                                   |            | 45°06′57″N 26°28′06″E / 45.11583°N 26.46833°E | Încărcați imagine | Raportați eroare |
| 47603.04                                 | Cruce de piatră la Florica- În curtea lui Ștefan Dinel (Categorie: structură de cult/religioasă) (Tip: cruce)                           | sat Florica, comuna Florica        | 333, punct În curtea lui Ștefan Dinel | sec. XVIII                                 |            |                                               | Încărcați imagine | Raportați eroare |
| 47444.02.01 (Cod LMI: BZ-I-s-B-02228)    | Așezarea din epoca migrațiilor de la Fântânele - "Dealul Greabănu" / ansamblu anonim (Categorie: locuire civilă) (Tip: Așezare)         | sat Fântânele, comuna Mărgăritești | Dealul Greabănu                       | sec. IV                                    |            |                                               | Încărcați imagine | Raportați eroare |
| 50424.01.01 (Cod LMI: BZ-I-s-B-02230)    | Așezarea din epoca migrațiilor de la Fundeni / ansamblu anonim (Categorie: locuire civilă) (Tip: Așezare)                               | sat Fundeni, comuna Zărnești       |                                       | sec. IV                                    |            |                                               | Încărcați imagine | Raportați eroare |
| 50424.01.02 (Cod LMI: BZ-I-s-B-02230)    | Așezarea din epoca migrațiilor de la Fundeni / ansamblu anonim (Categorie: locuire civilă) (Tip: Necropolă)                             | sat Fundeni, comuna Zărnești       |                                       | sec. IV                                    |            |                                               | Încărcați imagine | Raportați eroare |